# الرهان (كتاب)
الرهان (بالإنجليزية: The Wager) هو كتاب للكاتب والصحفي الأمريكي ديفيد جران، وهو كتاب جران الخامس في مجال الكتابة غير الروائية. صدر الكتاب في يونيو 2023 عن دار النشر Doubleday، وهو يصف أحداث غرق سفينة "الرهان" (The Wager) والتمرد الذي وقع على متنها.

## الحبكة
يروي الكتاب القصة الحقيقية للسفينة الحربية "HMS Wager" التابعة للبحرية الملكية البريطانية، التي غرقت في عام 1741 بعد رحلة خطرة في مناطق جنوب المحيط الهادئ. بعد تحطم السفينة، وجد الناجون أنفسهم يكافحون ليس فقط ضد الظروف القاسية ونقص الإمدادات، بل أيضًا ضد بعضهم البعض. أدى التوتّر بين أفراد الطاقم إلى تمرّد عنيف ومحاكمات عسكرية أثيرت فيها أسئلة حول البقاء على قيد الحياة، الولاء والأخلاق.
كما يستكشف الكتاب حدود الإنسان في ظروف مستحيلة، ويمزج بين وصف الطبيعة القاسية، الشجاعة والقسوة الإنسانية وبين السياق الأوسع للإمبراطورية الأوروبية في القرن الثامن عشر.

## الاقتباس
في يوليو 2022، قبل نشر الكتاب، حصل المخرج مارتن سكورسيزي والممثل ليوناردو دي كابريو على حقوق تحويل الكتاب إلى فيلم، مما يعكس الاهتمام الكبير بالقصة حتى قبل صدوره. من المتوقع أن يعيد المشروع جمع الممثلين الرئيسيين والشركات التي كانت وراء الإقتباس الأخير لكتاب جران السابق "Killers of the Flower Moon".
في يونيو 2024، تم بث نسخة مختصرة من الكتاب ضمن برنامج "كتاب الأسبوع" على إذاعة BBC Radio 4.

## روابط خارجية
- https://www.youm7.com/story/2023/7/3
- https://www.davidgrann.com/